# Егејско море
Егејско море (грч. Αιγαίο Πέλαγος [], тур. Ege Denizi; архаично: Бело море, Јегејско море) је део Средоземног мора, а лежи између Грчке и Турске. Преко Босфора, Мраморног мора и Дарданела је повезано с Црним морем. Сматра се колевком две велике античке културе, Микенске и грчке. Касније су тим морем владали Персијанци, Римљани, Византинци, Ђеновљани и Млечани, као и Османлије. Данас Егејско море деле Грчка (већи део) и Турска (мањи део).
Добило је име по Егеју (грч. Αιγεύς), митском краљу Атине. Острва у Егејском мору се могу поделити на седам архипелага: Тракијска острва, Источноегејска острва, Северни Споради, Кикладска острва, Саронска острва, Додекани или Јужни Споради, и Крит

## Етимологија
Архаичан назив за ово море у српском, македонском и бугарском је Бело море. Према легенди, морнари и трговци који су током средњег века пловили овим морем, назвали су га тако због његове мирноће и пријатељских услова пловидбе, за разлику од, тада опасног, Црног мора.

## Економија и политика
Многа острва у Егејском мору имају сигурне луке и заливе. У давна времена, пловидба морем била је лакша него путовање по грубом терену грчког копна, а донекле и приобалних подручја Анадолије. Многа острва су вулканска, а мермер и гвожђе се копају на другим острвима. Већа острва имају плодне долине и равнице.
Јерменска краљевска династија Ахемениди направила је један од највећих путева античког света. Звао се „Краљевски пут”, дужине 2400 км, а налазио се између Персијског царства и Егејског мора. Део пута је прошао поред југозапада Јерменије, што је дало одличну прилику за учешће у међународној трговини.
Од главних острва у Егејском мору, два припадају Турској – Бозџада (Тенедос) и Гокчада (Имброс); остала припадају Грчкој. Између две земље постоје политички спорови око неколико аспеката политичке контроле над егејским простором, укључујући величину територијалних вода, контролу ваздуха и разграничење економских права на епиконтинентални праг. Ова питања су позната као Егејски спор.

### Транспорт
Више лука налази се дуж грчке и турске обале Егејског мора. Лука Пиреј у Атини је главна лука у Грчкој, највећа путничка лука у Европи и трећа по величини у свету, која опслужује око 20 милиона путника годишње. Са пропусношћу од 1,4 милиона TEU-а, Пиреј је стављен међу првих десет лука у контејнерском саобраћају у Европи и у најбољу контејнерску луку у источном Медитерану. Пиреј је такође комерцијално средиште грчког бродарства. Пиреј сваке две године делује као фокус за велику конвенцију о бродарству, познату као Посидонија, која привлачи професионалце у поморској индустрији из целог света. Пиреј је тренутно трећа лука у Грчкој по броју тона превезене робе, иза Агиој Тиеодорој и Солуна. Централна лука опслужује трајектне руте до скоро сваког острва у источном делу Грчке, острва Крит, Киклада, Додеканеза и већег дела северног и источног Егејског мора, док се западни део луке користи за теретне услуге.
Од 2007. године, лука Солун је била друга највећа контејнерска лука у Грчкој после луке Пиреј, што је чини једном од најпрометнијих лука у Грчкој. У 2007. години, лука Солун је претоварила 14.373.245 тона терета и 222.824 TEU. Палокија, на острву Саламина, је главна путничка лука.

### Риболов
Риба је други највећи пољопривредни извоз у Грчкој, а Грчка има највећу рибарску флоту у Европи. Ухваћене рибе укључују сардине, скуше, шкарпине, ципале, бранцине и љускавке. Постоји значајна разлика између улова рибе између пелагичне и демерзалне зоне; што се тиче пелагијског риболова, уловима из групације северног, централног и јужног Егејског мора доминирају, сарделе, сафриди и Boops. За домерсални риболов, уловом из групације северног и јужног Егејског подручја доминирају сиви ципали и гира облица (Spicara smaris).
Индустрија је била под утицајем Велике рецесије. Прекомерни лов рибе и уништавање станишта такође представљају проблем, угрожене су популације шкарпине и морске љускавке, што резултира по неким проценама у 50% опадања улова рибе. Ради решавања ових забринутости, грчким рибарима је влада понудила надокнаду. Иако су неке врсте дефинисане као заштићене или угрожене према законодавству ЕУ, неколико илегалних врста као што су мекушци Pinna nobilis, Charonia tritonis и Lithophaga lithophaga, могу се купити у ресторанима и рибљим пијацама широм Грчке.

### Туризам
Егејска острва у Егејском мору су значајне туристичке дестинације. Туризам на егејским острвима доприноси значајном делу туризма у Грчкој, посебно од друге половине 20. века. На Егејским острвима налази се укупно пет места светске баштине Унеска; ту спадају манастир Светог Јована Богослова и пећина Апокалипсе на Патмосу, Питагорејон и Херејон са Самоса, Неа Мони са Хиоса, острво Делос, и средњовековни град Родос.
Грчка је једна од најпосећенијих земаља у Европи и свету са преко 33 милиона посетилаца у 2018, и туристичком индустријом око четвртине грчког бруто домаћег производа. Острва Санторини, Крит, Лезбос, Делос и Миконос су уобичајене туристичке дестинације. Процењује се да 2 милиона туриста посети Санторини годишње. Међутим, последњих година појавила се забринутост у вези са прекомерним туризмом, као што су питања неадекватне инфраструктуре и пренасељености. Поред Грчке, Турска је такође била успешна у развоју одмаралишта и привлачењу великог броја туриста, доприносећи туризму у Турској. Израз „Плаво крстарење“ односи се на рекреативна путовања дуж Турске ривијере, укључујући и Егејско море. Древни град Троја, место светске баштине, налази се на турској обали Егејског мора.
Грчка и Турска учествују у програму сертификације плажа са Плавом заставом Фондације за образовање о животној средини. Сертификација се додељује плажама и маринама које испуњавају строге стандарде квалитета укључујући заштиту животне средине, квалитет воде, безбедност и критеријуме услуга.[ Према подацима од 2015, Плава застава је додељена за 395 плаже и 9 марина у Грчкој. Плаже јужног Егеја на турској обали укључују Мулу, са 102 плаже награђене плавом заставом, заједно са Измиром и Ајдином, који имају 49, односно 30 плажа.